# Kap Sankt Vincent
Kap Sankt Vincent (portugisiska: Cabo de São Vicente) ligger i distriktet Faro vid Algarvekusten i Portugal och är Europas sydvästligaste punkt. 

## Historia
Udden var känd redan under antiken och representerade för grekerna den yttersta gränsen för världen som de kände, och var med sina branta klippor och raukar en källa till myter och legender. De kallade trakten för Ophiussa, från Ofis, orm; Ormlandet. Legenden berättade om ett folk som byggt upp trakten för att kunna flytta dit då deras hemland blivit invaderat av ormar. Folket som då bebodde trakten ärade ormar som heliga, och hålls av en del forskare för att ha varit ett av de tidigaste tidigaste indoeuropeiska folken, av andra för en keltisk (även de indoeuropeiska) stam. Romarna kallade den del av iberiska halvön där bl.a. Kap Sankt Vincent ligger för Lusitania.
I närheten av udden har genom historien stått många sjöslag; 1587 mellan England och Spanien, 1693 mellan Frankrike och England, 1790 mellan England och Spanien 1797 mellan Storbritannien och Spanien och 1833 var brittiska flottenheter involverade i stridigheter mellan olika tronpretendenter i Portugal. Det som oftast kallas slaget vid Kap Sankt Vincent är slaget 1797.
Udden har fått sitt namn av en spansk präst som led martyrdöden på 400-talet och sägs ha flutit iland där.

## Nutid
På udden finns ett fyrtorn, byggt 1846, som har den näst kraftigaste ljusanordningen bland Europas fyrar, synlig över 30 sjömil ut till havs, vilket kommer väl till pass då farleden utanför är en av de livligast trafikerade i Europa. Fyren är byggd ovanpå ett gammalt kloster som verkade till minnet av Sankt Vincent, och som sägs ha hyst helgonets kvarlevor tills de i någon orostid fördes till Lissabon i säkerhet. Invid fyren finns också en gammal fästning som är öppen för turister att besöka. I närheten (cirka 6 km) finns en liten stad, Sagres, som haft stor betydelse vid utvecklandet av Portugals kolonialvälde.